# شوزم أجدب
شوزم أجدب (الاسم العلمي:Psiadia depauperata) هو نوع غير مؤكد من النباتات يتبع جنس الشوزم من الفصيلة النجمية.